# Fédération de Bosnie-et-Herzégovine
Pour les articles homonymes, voir Bosnie.
La fédération de Bosnie-et-Herzégovine constitue, avec l'entité de la république serbe de Bosnie, l’une des deux entités formant l’État de Bosnie-Herzégovine, auquel s’ajoute le district autonome de Brčko, doté d’un statut spécial.
La fédération de Bosnie-et-Herzégovine est encore appelée parfois comme à son origine « Fédération croato-musulmane » ou « Fédération croato-bosniaque » car étant principalement peuplée de Croates de Bosnie et de Bosniaques.

## Toponymie
La fédération de Bosnie-et-Herzégovine (Federacija Bosne i Hercegovine / Федерација Босне и Херцеговине) ne doit pas être confondue avec la Bosnie-Herzégovine (Bosna i Hercegovina / Босна и Херцеговина), dont elle est l'une des composantes autonomes.

## Histoire

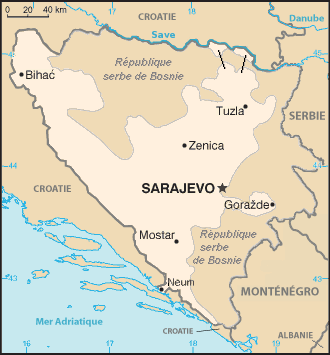
Carte de la fédération de Bosnie et Herzégovine.

Le 18 novembre 1991, les dirigeants nationalistes du parti Union démocratique croate de Bosnie-Herzégovine ou HDZ-BiH décrètent la création de la « Communauté croate d'Herceg-Bosna » qui deviendra la « république d'Herceg-Bosna » dans les zones peuplées majoritairement de Croates de Bosnie (région de Mostar et sud-ouest de la Bosnie-Herzégovine).
En prévision de l'indépendance de la Bosnie-Herzégovine qui survient le 1er mars 1992, les Serbes de Bosnie-Herzégovine font sécession et déclarent le 9 janvier 1992 la création de la « république des Serbes de Bosnie et Herzégovine » qui deviendra le 12 août 1992 la « république serbe de Bosnie ».
Le 6 avril 1992, la guerre d'indépendance de la Bosnie-Herzégovine se déclenche entre forces serbes de Bosnie et le peuple de la Bosnie-Herzégovine. Le 27 septembre 1993, des Bosniaques dissidents de la municipalité de Velika Kladuša au nord-ouest du pays déclarent la création de la république de Bosnie occidentale et s'opposent aux Croates et aux Bosniaques en s'alliant aux Serbes. Cette guerre civile entre les quatre entités dure jusqu'au 14 décembre 1995.
Début 1994, des négociations entre dirigeants bosniaques de la Bosnie-Herzégovine et dirigeants croates de la république d'Herceg-Bosna arrivent à un compromis et ils signent le 18 mars 1994 l'accord de Washington qui donne naissance à la « Fédération croato-musulmane » par réunion territoriale, politique, culturelle, économique, etc. de la république d'Herceg-Bosna et du territoire contrôlé par l'armée de Bosnie-Herzégovine.
Les Bosniaques et Croates mettent alors leurs forces en commun pour tenter de repousser les forces serbes de la république serbe de Bosnie qui gagne du terrain depuis le début de la guerre.
À la mi-juillet 1995, l'enclave bosniaque de Srebrenica tombe aux mains des Serbes qui commettent un massacre faisant environ 8 000 morts et prennent en otage les casques bleus de la Forpronu (environ 600 soldats). Cet acte décide les forces de l'OTAN à intervenir militairement dans cette guerre.
Le 5 août 1995, la chute de la république serbe de Krajina en Croatie affaiblit les forces serbes et permet à l'armée croate de traverser la frontière bosno-croate, de dissoudre la république de Bosnie occidentale et de soutenir l'armée de la Fédération croato-musulmane qui, appuyée par les bombardements aériens, fait reculer les forces serbes notamment dans l'ouest du pays.
Le 14 décembre 1995 sont signés les accords de Dayton qui mettent fin à la guerre en reconnaissant et en fixant les frontières de la Fédération croato-musulmane (51 % de la Bosnie-Herzégovine) et de la république serbe de Bosnie (49 % de la Bosnie-Herzégovine), sans régler tous les contentieux territoriaux.
L'un d'eux voit la création du district fédéral de Brčko le 5 mars 1999 par la reconstitution du territoire de la municipalité de Brčko. Ce district, s'il permet à la Fédération croato-musulmane d'accéder au premier port du pays et de transiter plus facilement vers la Croatie, coupe aussi le territoire de la république serbe de Bosnie en deux et est donc source de tension entre les deux entités.
En 2001, la Cour constitutionnelle de Bosnie-Herzégovine érige les Serbes au rang de nation constituante de la Fédération croato-musulmane (de même que pour les Croates et les Bosniaques de la république serbe de Bosnie). Afin de mieux prendre en compte cette décision, la Fédération croato-musulmane est rebaptisée « fédération de Bosnie et Herzégovine ».
Le 1er mars 2006, la Cour constitutionnelle de Bosnie-Herzégovine, au nom de l'égalité ethnique, déclare illégaux le drapeau, les armoiries et l'hymne de la fédération de Bosnie et Herzégovine. Le 1er septembre 2006 au plus tard, la fédération de Bosnie et Herzégovine doit changer ces symboles afin qu'ils reflètent mieux la diversité ethnique. La Fédération de Bosnie et Herzégovine peut adopter les symboles de la Bosnie-Herzégovine si elle le souhaite. Le 27 janvier 2007, la Cour constitutionnelle rappelle le caractère inconstitutionnel des drapeaux, armoiries et hymne de la fédération de Bosnie et Herzégovine sans qu'aucun autre symbole n'ait été adopté par cette entité. Néanmoins, il semblerait que ces symboles inconstitutionnels soient encore en usage bien que certaines sources affirment qu'ils ont apparemment été déposés de tous les bâtiments officiels[réf. nécessaire].

## Géographie

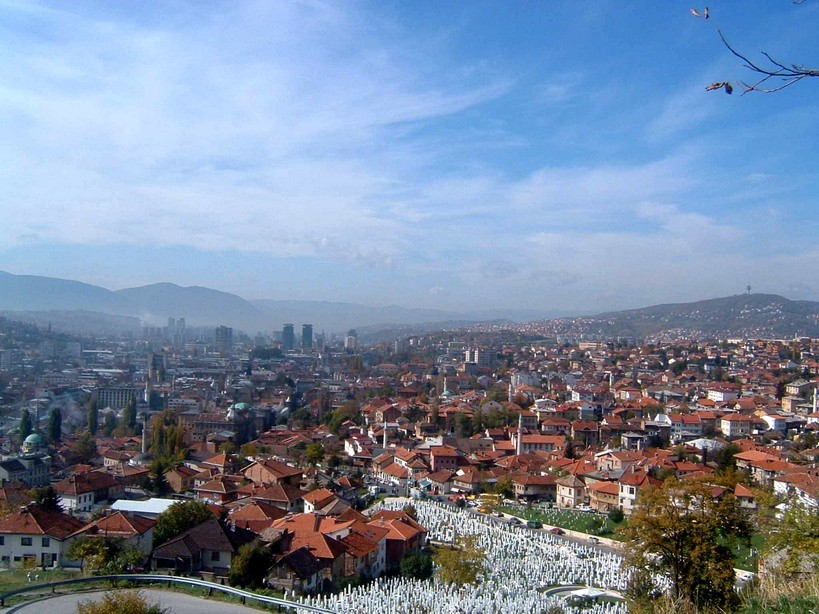
Vue de Sarajevo

La fédération de Bosnie-et-Herzégovine occupe le sud-ouest et le centre de la Bosnie-Herzégovine et couvre 51 % de sa superficie. Aucune partie de son territoire n'a de frontière avec la Serbie.
La majeure partie de son territoire est occupée par les Alpes dinariques et est peu propice à l'agriculture hormis notamment les vallées de la Neretva, de la Bosna, de l'Una ou de la Vrbas.
Bien que la mer Adriatique ne soit jamais loin de la majorité du territoire, la fédération ne totalise que 23 kilomètres de côtes au port de Neum.

## Politique
La fédération de Bosnie-et-Herzégovine possède une capitale, un président, un gouvernement, une police. Si cette dernière était doté d'un drapeau, une décision de la Cour constitutionnelle publiée le 31 mai 2007 dans le journal officiel de la Bosnie-Herzégovine a invalidé les anciens symboles de la fédération, qui ont été abandonnés.
Le Parlement est composé de deux chambres :
- la Chambre des représentants, composée de 98 représentants élus au suffrage universel pour 4 ans.
- la Chambre des peuples, composée de 58 délégués élus par les assemblées cantonales pour 4 ans.

Paradoxalement, il existe des institutions qui fonctionnent au niveau ethnique. Ainsi, il existe une poste bosniaque et une poste croate, un service de télécommunications bosniaque et un service de télécommunications croate, etc., mais ce système tend à disparaître au profit d'un système unique comme c'est le cas pour la police. La police est d'ailleurs commune à la fédération de Bosnie-et-Herzégovine et à la république serbe de Bosnie et est administrée par un ministère de la sécurité de la Bosnie-Herzégovine depuis 2010.
Les armées des deux entités ont été unifiées fin 2005 et les deux ministères de l'armée et de la défense ont été abandonnés au profit d'un ministère d'État le 1er janvier 2006.
Sarajevo est aussi la capitale officielle de la république serbe de Bosnie. Mais étant inaccessible pour son gouvernement car se trouvant sur le territoire de la fédération de Bosnie-et-Herzégovine, Banja Luka est la capitale de facto de cette entité.

## Régions administratives
La fédération de Bosnie-et-Herzégovine est subdivisée en 79 municipalités groupées en dix cantons :
|  | 1. Canton d'Una-Sana (Unsko-sanski kanton) : canton bosniaque 2. Canton de la Posavina (Županija Posavska / Posavski kanton) : canton croate 3. Canton de Tuzla (Tuzlanski kanton) : canton bosniaque 4. Canton de Zenica-Doboj (Zeničko-dobojski kanton) : canton bosniaque 5. Canton du Podrinje bosnien (Bosanskopodrinjski kanton) : canton bosniaque 6. Canton de Bosnie centrale (Srednjobosanski kanton / Županija Središnja Bosna) : canton ethniquement mixte 7. Canton de Neretva-Herzegovine (Hercegovačko-neretvanska županija / Hercegovačko-neretvanski kanton) : canton ethniquement mixte 8. Canton de l'Herzégovine de l'Ouest (Županija Zapadnohercegovačka) : canton croate 9. Canton de Sarajevo (Kanton Sarajevo) : canton bosniaque 10. Canton 10 ou Canton de Herceg-Bosna (Hercegbosanska županija / Kanton 10) : canton ethniquement majoritairement croate. |

Afin d'inclure le plus possible dans la Fédération les zones habitées par les Bosniaques et les Croates, la frontière avec la République serbe de Bosnie effectue de nombreux détours, comme Goražde ou Jajce et crée deux enclaves à la frontière nord avec la Croatie.
Bien que la fédération de Bosnie et Herzégovine ait récupéré le port de Neum (seul accès à la mer Adriatique de la Bosnie-Herzégovine), elle était privée du plus grand port du pays, Brčko, situé sur la Save, un affluent du Danube. Soucieux de ne pénaliser aucune des deux entités de la Bosnie-Herzégovine, le port fluvial de Brčko échappe depuis 1999 à la partition et la commune est gérée au niveau fédéral.

## Population

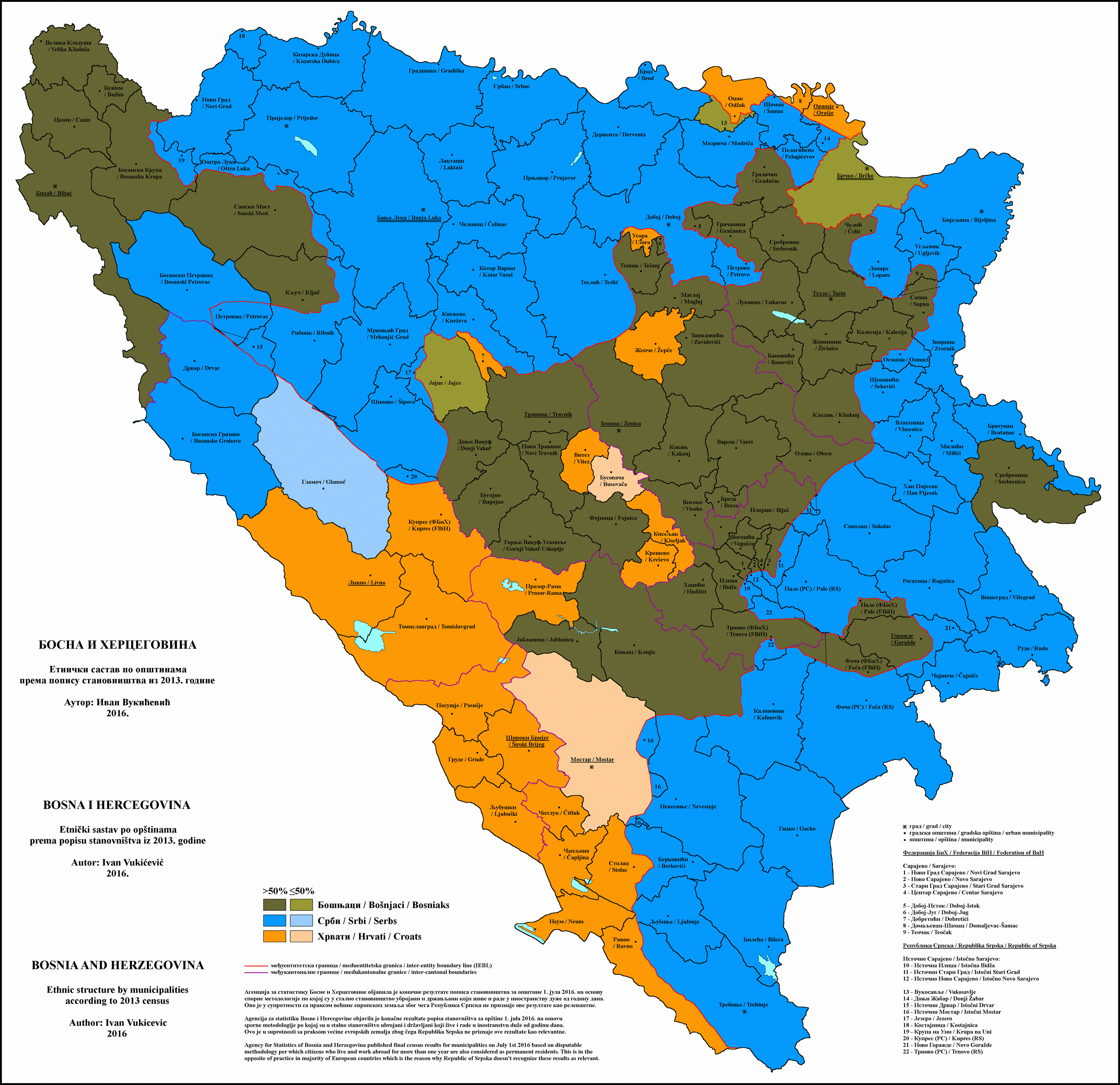
Identité ethnique déclarée des citoyens Bosniens selon le recensement de 2013 :
- Bosniaques ;
- Serbes de Bosnie-Herzégovine ;
- Croates de Bosnie-Herzégovine.

La population de la fédération de Bosnie et Herzégovine (les citoyens Bosniens selon le droit du sol) s'élevait à 3 025 464 habitants en 2006 mais elle avait fortement diminué et varié en composition ethnique dans les années 1990 à cause de la guerre en Bosnie (morts, exode, expulsions, etc). La fédération de Bosnie et Herzégovine a ainsi vu des Serbes fuir vers la république serbe de Bosnie ou la Serbie, des Bosniaques et Croates affluer de république serbe de Bosnie et des Croates partir en exil en Croatie. Depuis la fin de la guerre, on assiste à un retour de réfugiés dans leurs foyers, surtout des Serbes.
Par une décision de la Cour constitutionnelle de 2001, les Serbes ont été déclarés groupe ethnique (selon le droit du sang) constituant de la fédération de Bosnie et Herzégovine, de même que les Bosniaques et les Croates le sont au sein de la république serbe de Bosnie.
Les groupes ethniques déclarés sont définis par leur tradition culturelle religieuse, puisque la langue maternelle est la même pour tous les citoyens, sous les noms respectifs de Bosniaque pour les Bosniaques, de Croate pour les Croates et de Serbe pour les Serbes (dans ce dernier cas il peut aussi être écrit en caractères cyrilliques). Dans la fédération de Bosnie et Herzégovine, les Bosniaques (ou « musulmans de Bosnie-Herzégovine ») sont 72,9 % ; les Croates (ou « catholiques de Bosnie-Herzégovine ») sont 21,8 %, et les Serbes (ou « orthodoxes de Bosnie-Herzégovine ») sont 4,4 %. Il existe aussi 1 % d'autres minorités. Dans la république serbe de Bosnie, en 2005, les estimations faisaient état d'une proportion de 88,4 % de Serbes, de 10,7 % de Bosniaques et de 0,9 % de Croates.
Les villes les plus peuplées de la fédération de Bosnie et Herzégovine sont (chiffres aux recensements de 1991 et de 2013) :
- Sarajevo : 527 049 habitants (1991 - agglomération) et 413 593 habitants (2013 - Canton de Sarajevo);
- Tuzla : 131 618 habitants (1991) et 120 441 habitants (2013);
- Zenica : 145 517 habitants (1991) et 115 134 habitants (2013);
- Mostar : 126 626 habitants (1991) et 113 169 habitants (2013);
- Cazin : 63 409 habitants (1991) et 69 411 habitants (2013);
- Živinice : 54 783 habitants (1991) et 61 201 habitants (2013);
- Bihać : 70 732 habitants (1991) et 61 186 habitants (2013);
- Travnik : 70 747 habitants (1991) et 57 543 habitants (2013);
- Gračanica : 59 134 habitants (1991) et 48 395 habitants (2013);
- Sanski Most : 60 307 habitants (1991) et 47 359 habitants (2013);
- Lukavac :  57 070 habitants (1991) et 46 731 habitants (2013);
- Tešanj : 48 048 habitants (1991) et 46 135 habitants (2013);
- Velika Kladuša : 52 908 habitants (1991) et 44 770 habitants (2013);
- Srebrenik : 40 896 habitants (1991) et 42 762 habitants (2013);
- Gradačac : 56 581 habitants (1991) et 41 836 habitants (2013);
- Visoko : 46 160 habitants (1991) et 41 352 habitants (2013);